# Szkoda wąsów
Szkoda wąsów – jednoaktowa komedioopera (wodewil) Ludwika Adama Dmuszewskiego. Prapremiera odbyła się 15 kwietnia 1814.

## Treść
Zatwardziały sarmata Anzelm wybrał na męża dla swej córki Emilii leciwego Orgona, zarządcy lasów w Galicji. Pannie Emilii się to absolutnie nie podoba. Na szczęście znajduje przyjaciółkę w sprytnej pokojówce Dorotce, która obmyśla intrygę. Kobiety namawiają Orgona, by zgolił wąsy i przebrał się nowomodny frak zamiast staropolskiego kontusza. Orgon czyni to, przekonany, że zyska tym samym serce młodziutkiej narzeczonej. Tymczasem traci tylko przychylność Anzelma i szansę na ożenek. Dla kontrastu Erast, właściwy wybranek serca Emilii, pojawia się w stroju staropolskim z przyprawionymi wąsami, mimo że jako były oficer napoleoński przywykł ubierać się wedle mody francuskiej.

## Inscenizacje (wybór)[1]
- Bałtycki Teatr Dramatyczny im. Juliusza Słowackiego Koszalin-Słupsk (1960, reż. Ewa Kołogórska)
- Teatr Dramatyczny w Warszawie (1964, reż. Irma Czaykowska)
- Teatr im. Adama Mickiewicza w Częstochowie (1964, reż. Aleksander Strokowski)
- Teatr Ziemi Opolskiej (1964, reż. Irma Czaykowska)
- Teatr im. Stefana Jaracza w Łodzi (1965, reż. Irma Czaykowska)
- Teatr Dramatyczny w Wałbrzychu (1973, reż. Alina Obidniak)
- Teatr Ziemi Łódzkiej (1973, reż. Irma Czaykowska)
- Teatr im. Stefana Jaracza w Olsztynie (1979, reż. Aleksander Berlin)

## Spektakle telewizyjne
- Szkoda wąsów (1963, reż. Tadeusz Aleksandrowicz)[4][5]
- Szkoda wąsów (1969, reż. Włodzimierz Gawroński)[6]